# Sciaromium conspissatum
Sciaromium conspissatum là một loài rêu trong họ Echinodiaceae. Loài này được Hook. f. & Wilson Mitt. mô tả khoa học đầu tiên năm 1869.